# Brylivka
Brylivka (ukrajinsky Брилівка, rusky Брилёвка – Briljovka) je sídlo městského typu v Chersonské oblasti na Ukrajině.  K roku 2014 měla přes čtyři tisíce obyvatel.

## Poloha a doprava
Brylivka leží na jihovýchodě Chersonské oblasti ve stepi přibližně šedesát kilometrů jihovýchodně od Chersonu, správního střediska oblasti, a přibližně třicet kilometrů severně od pobřeží Černého moře a přibližně patnáct kilometrů jižně od Oleškivských písků.
V obci je nádraží na železniční trati Cherson–Kerč z Chersonu na Krym. Jižně od obce prochází dálnice M17 rovněž z Chersonu do Kerče.

## Dějiny
Brylivka byla založena v roce 1945. Sídlem městského typu je od roku 1964.
Od anexe Krymu Ruskou federací v roce 2014 klesl význam železniční stanice, protože vlaky končily v obci Vadim.
V rámci války na východní Ukrajině oznámila ukrajinská strana na konci července 2022 zničení ruského vlaku o 40 vozech na nádraží v Brylivce pomocí raket HIMARS. Ukrajinská strana odhadovala 80 mrtvých a 200 zraněných.